# Furu
Le furu (ou bagiro) est une langue nilo-saharienne parlée en République centrafricaine et en République démocratique du Congo.